# Roos Bosua-van Gelderen

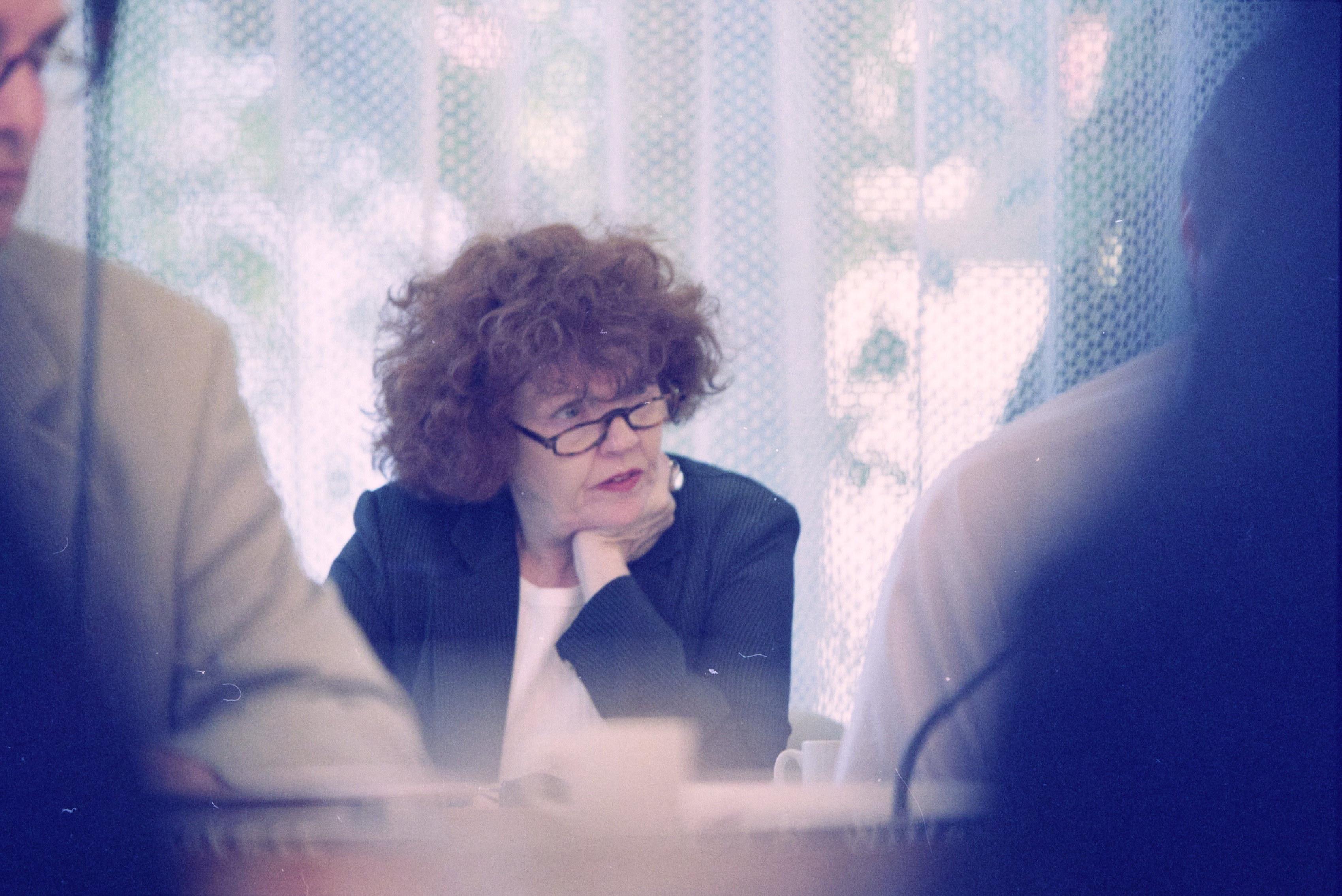
Roos Bosua-van Gelderen

R. L. (Roos) Bosua-van Gelderen (* um 1941) ist eine niederländische Politikerin der PvdA.

## Werdegang
Bosua-van Gelderen war Beigeordnete (wethouder) in Westvoorne, bevor sie im März 1992 zur Bürgermeisterin von Bernisse ernannt wurde. Anfang 1998 übernahm sie kommissarisch das Amt der Bürgermeisterin in Cromstrijen, während ihr Parteigenosse Bert Broekhuis das Amt in Bernisse kommissarisch übernahm. Formal verblieb sie auch in Bernisse im Amt.
Im Mai 2000 ging sie nach Hillegom, wo sie kommissarisch den kranken Bürgermeister vertrat. Anfang 2003 trat sie in den Ruhestand.
| Personendaten    | Personendaten                        |
| ---------------- | ------------------------------------ |
| NAME             | Bosua-van Gelderen, Roos             |
| ALTERNATIVNAMEN  | Bosua-van Gelderen, R. L.            |
| KURZBESCHREIBUNG | niederländische Politikerin der PvdA |
| GEBURTSDATUM     | um 1941                              |